# Un amore così grande (film)
Un amore così grande è un film del 2018, diretto da Cristian De Mattheis.

## Trama
Vladimir è un ragazzo italorusso, che vive a San Pietroburgo e che è dotato di un grande talento per la lirica, ereditato dalla madre, ex-soprano.
Dopo la morte di quest'ultima, il giovane decide di partire per Verona, dove vive e lavora il padre, che lui non ha praticamente mai conosciuto, essendo stato abbandonato dal genitore quando era ancora molto piccolo.
Nella città scaligera, Vladimir, che nel frattempo ha iniziato ad esibirsi con alcuni artisti di strada, conosce l'amore, che ha il volto di Veronica, una ragazza di famiglia benestante. Inoltre, il suo talento viene notato da un famoso manager, il quale gli propone di aprire il concerto de Il Volo che si deve tenere all'Arena di Verona.
La strada per il successo sembra già spianata per Vladimir, che però deve fare continuamente i conti con il proprio carattere scontroso e ribelle e con i fantasmi del proprio passato, in particolare con il continuo ricordo delle circostanze della morte della madre, stroncata da un infarto mentre assisteva assieme al figlio ad una rappresentazione de La bohème di Giacomo Puccini a San Pietroburgo. E anche l'amore per Veronica viene osteggiato dalla famiglia della ragazza, in particolare dalla nonna di quest'ultima, che non vede di buon occhio il ragazzo.

## Produzione della colonna sonora
La colonna sonora è di Franco Eco con la partecipazione de Il Volo e del tenore Piero Mazzocchetti che ha prestato la voce alle scene di canto lirico a Vladimir.
In un cammeo con l'apparizione del Soprano Internazionale Martina Bortolotti nei panni dell'Allieva Cantante viene eseguita l'aria Nasce Rosa Lusinghiera di Vivaldi. 